# Georg Wassilko von Serecki

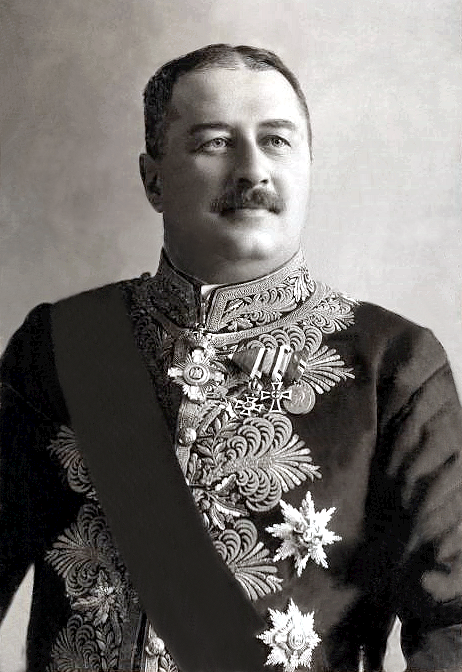
Georg Wassilko von Serecki 1907

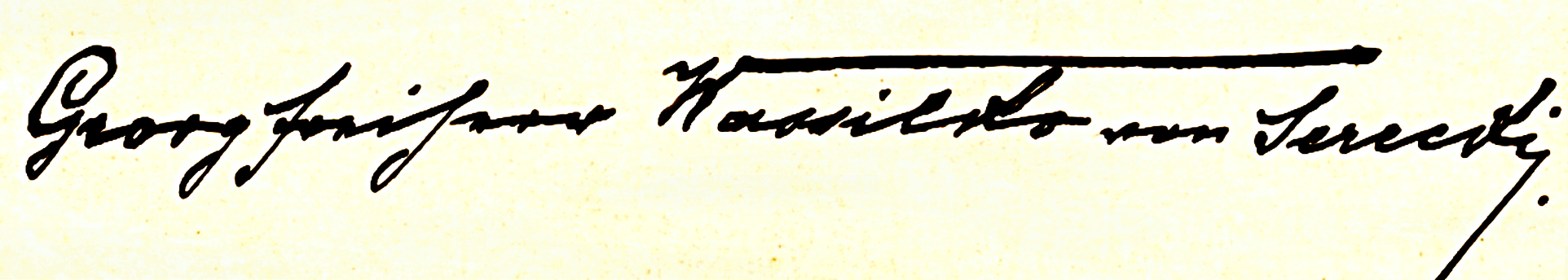
Autograph, 29. März 1918

Graf Georg Wassilko von Serecki (* 17. Februar 1864 auf Schloss Berhometh; † 24. März 1940 in Czernowitz) war ein österreichischer und rumänischer Politiker aus der Familie Wassilko. Er war K.u.K. Kämmerer und Wirklicher Geheimer Rat, Landeshauptmann des Herzogtums Bukowina sowie erbliches Mitglied des Herrenhauses des österreichischen Reichsrats.

## Biographie

### Politisches Wirken
Georg wuchs auf Schloss Berhometh auf und absolvierte das Gymnasium (Abitur 1883) teils am k.k. Ober-Gymnasium in Czernowitz, teils an der k. k. Theresianischen Akademie (Theresianum) in Wien. An den Universitäten Wien und Czernowitz studierte er die Rechts- und Wirtschaftswissenschaften.
Schon als Student war ihm Chauvinismus und Standesdünkel fern und gehörte so an der Universität dem internationalen Korps „Danubia“ an. Ferner stand er der liberalen rumänischen Verbindung „România Jună“ sehr nahe. Die von ihm veranstalteten Rumänenbälle, als deren Komiteepräsindent er häufig fungierte, waren legendär. Er wurde als solcher von Kronprinz Rudolf, anlässlich des Besuchs eines dieser Bälle in damals vielbemerkter Weise ausgezeichnet.

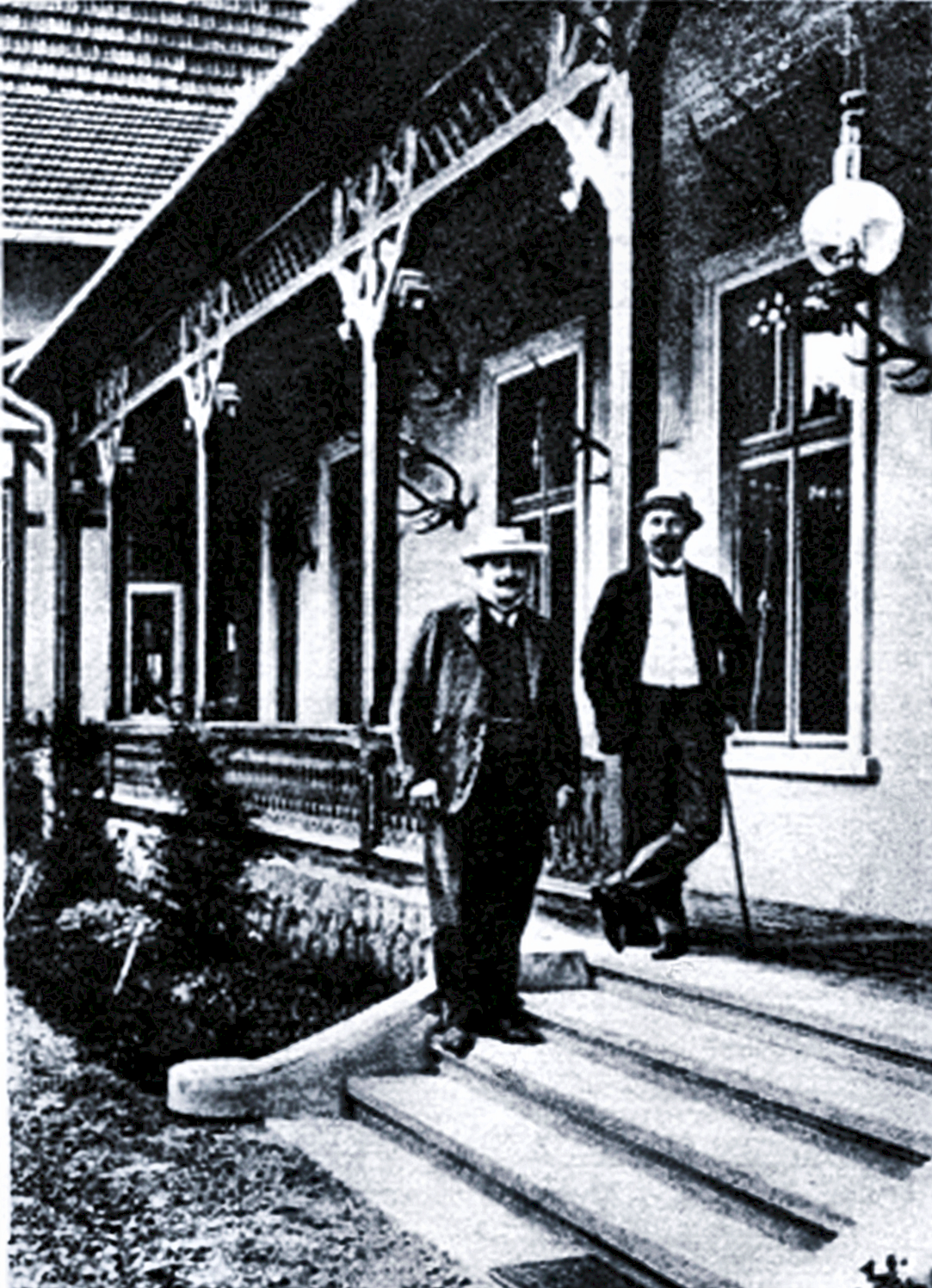
Georg als LH mit Landespräsident Prinz Hohenlohe, Schloss Berhometh 1904

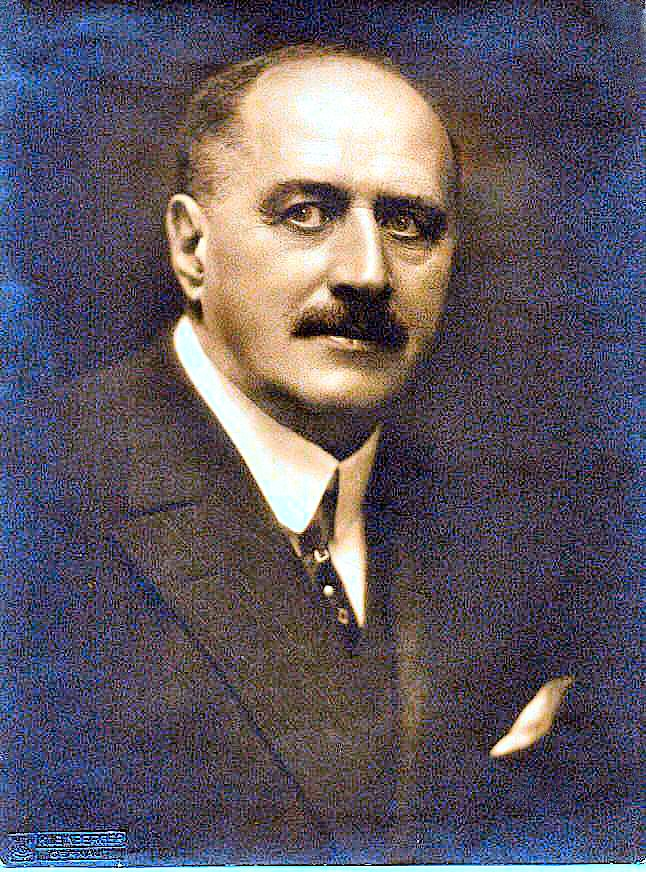
Graf Georg Wassilko als Senator 1920

Innerhalb der neuen rumänischen politischen Gesellschaft begann 1885 ein Kampf zwischen dem konservatorischen Flügel des Großgrundbesitzes und den Jungintellektuellen mit George Popovici, Constantin Isopescul, Florea Lupul, T. V. Ştefanelli, Constantin Morariu, Johann von Flondor und anderen. Der junge Student schloss sich diesen Leuten begeistert an. Diese einigten sich schließlich mit den Konservativen und gründeten nach der Affaire um den Landespräsidenten Anton Graf Pace 1892 den politischen Verein „Concordia“, einen Vorläufer der Rumänischen Nationalen Partei, der sich für eine Verbreitung der sozialen Basis durch die Einsetzung der Mittelstände und der Bauernschaft und für eine politische Aktivität mit einem geprägten nationalen Charakter äußerte.
Nach dem Tod seines Vaters wurde er Fideikommissherr (1893). Danach widmete er sich für Jahrzehnte der Politik, aber auch der Bewirtschaftung seines Besitzes. Unter anderem ließ in großem Umfang Berner-Simmenthaler-Vieh züchten.
Der Freiherr wurde bereits am 8. März 1895 als Nachfolger des Barons Viktor von Styrczea in das Abgeordnetenhaus des Reichsrats gewählt (bis 1904), wo er sich dem Hohenwart’schen Klub bis zu dessen Zerfall anschloss. Danach gründete er in Wien, zusammen mit George Popovici, Alexander Freiherren von Hormuzaki und den anderen rumänischen Abgeordneten den Rumänen-Club (Clubul Parlamentar Român) innerhalb des Reichsrats, wo er Obmannstellvertreter war. Dessen Stimmen benötigte die Regierung für das Erreichen der Mehrheit bei der Verabschiedung verschiedener Gesetzesvorlagen. Dafür erhielten die Rumänen einige Vorteile, wie zum Beispiel die Gründung einiger rumänischer Parallelklassen am deutschen Gymnasium in Czernowitz, u. a. Desgleichen setzte er sich vehement gegen die Verfolgung der Rumänen in Siebenbürgen ein. Er war auch Mitbegründer des politischen Sprachrohrs der Partei, der Zeitung „Gazeta Bucovinei“ (1898).
1901, auf dem Höhepunkt der „Tschechenkrise“ und eines in sich zerrissenen Reichsrates, wo Wassilko während der Sitzung vom 6. März 1901 ein Wurfattentat mit einem vollen Tintenfass des tschechischen Nationalisten Klofač auf den Präsidenten verhindern konnte, klagte Kaiser Franz Joseph I. kurze Zeit später in einem Gespräch ihm gegenüber: „Die parlamentarische Lage ist wieder sehr ernst. So geht es nicht weiter. Es ist zum Verzweifeln. Vielen Abgeordneten fehlt der gute Wille und sie Courage.“
Im Oktober 1903 kam es zum Eklat in der sog. Flondoraffaire, in der der Abgeordnete Johann von Flondor übelste antisemitische Hetztiraden im Bukowinaer Journal hatte schreiben lassen. Dieser hatte sein Ehrenwort gegeben, mit der Sache nichts zu tun zu haben, wurde jedoch der Unwahrheit überführt. Trotzdem hielt der Rumänenklub zu ihm, was den Freiherrn zum Austritt aus dieser Gesellschaft bewog. Er argumentierte, dass er einem Klub, der konfessionelle Hetze in einem Lande dulde und fördere, seiner politischen vorurteilsfreien Überzeugung nach nicht angehören könne.
Viele Beobachter meinten, hiermit habe er seine politische Karriere beendet. Doch Wassilko gründete die „Mittelpartei“ und gewann mit ihr den Wahlkampf.
Am 14. September 1904 ernannte ihn Kaiser Franz Joseph I. zum Landeshauptmann des Herzogtum Bukowina, einen Dienst, den er bis Juli 1911 versah. Seine Amtszeit stimmte zeitmäßig ziemlich genau mit der des Landespräsidenten Oktavian Regner von Bleyleben überein. Die beiden Persönlichkeiten pflegten einen regen Kontakt. Nicht nur, dass sie sich unermüdlich um einen Ausgleich und friedliche Koexistenz zwischen den diversen Ethnien und Religionen bemühten, sie harmonierten auch in Wirtschaftsentscheidungen. Beispielsweise arbeitete Georg zur Abwehr einer unabsehbaren wirtschaftlichen Katastrophe Vorschläge zur Sanierung der Raiffeisenbanken aus, die der Landespräsident sogleich umsetzen ließ.
Georg wollte danach nicht mehr in diesem Amt tätig sein und kandidierte deshalb nicht für einen Sitz im Landtag. Die Bukowinaer Post schrieb: „Zum allgemeinen Bedauern des Landes lehnte Exzellenz Baron Georg Wassilko eine Wiederwahl in den Landtag entschieden ab. Ein neuer Mann musste demzufolge auch die Würde eines Landeshauptmannes bekleiden.“ Deswegen wurde am 27. Mai 1911 Alexander Baron von Hormuzaki vom Kaiser zum Landeshauptmann in der Bukowina ernannt.
Zuerst wurde er am 10. Juni 1904 zum ständigen, später, am 1. August 1917, zum erblichen Mitglied des Herrenhauses des österreichischen Reichsrats bestellt. Georg wurde auch Ehrenbürger von Berhometh am 6. Mai 1914.

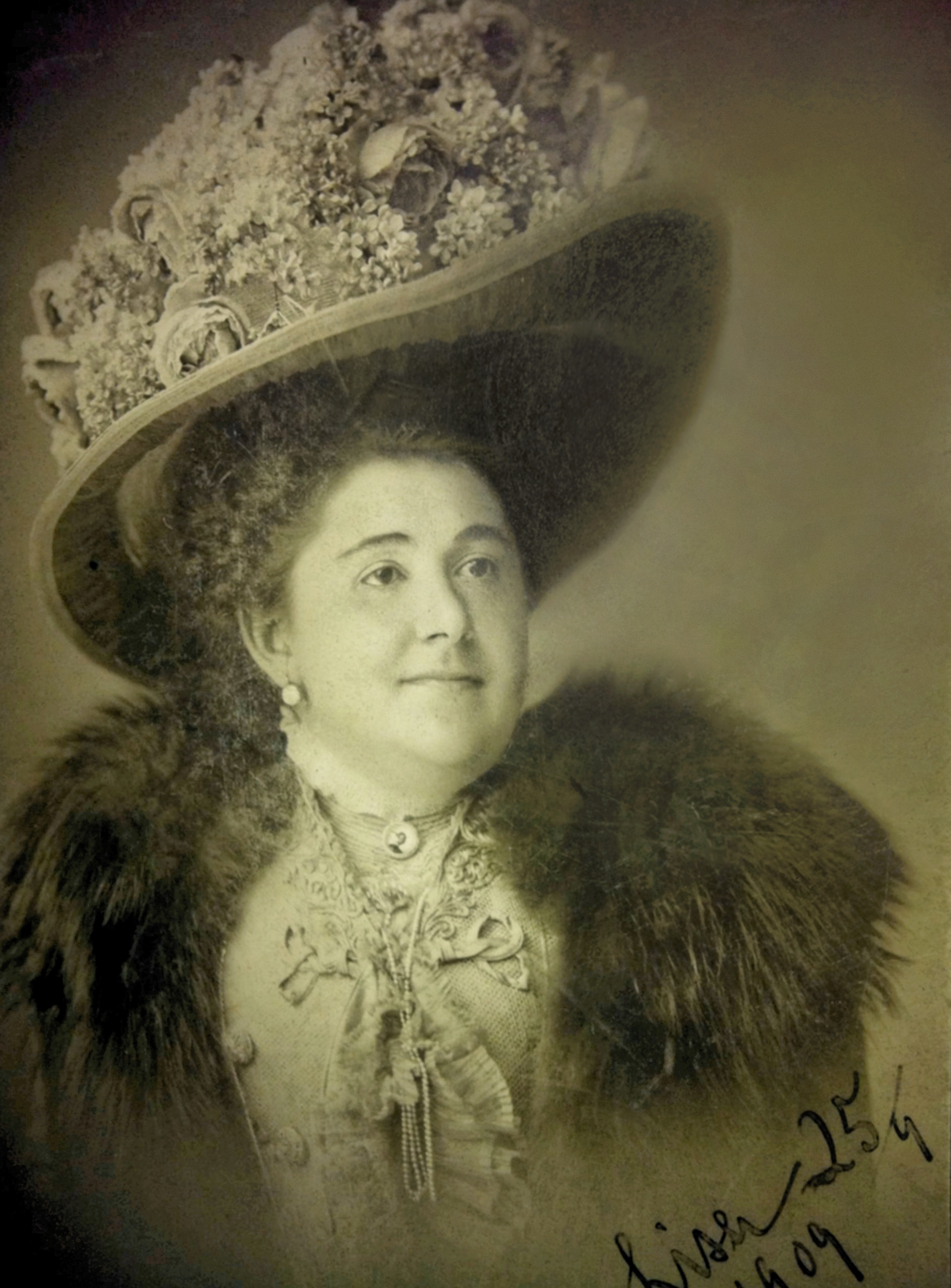
Elisa, geb. von Ohanowicz (1909)

Das Herrenhaus hatte die Ablehnung und Rücksendung des vom Abgeordnetenhaus ausgearbeiteten Ermächtigungsgesetzes an dieses beschlossen und am 10. Juni 1917 wurde demzufolge eine 36-köpfige Verfassungskommission mit dem Ziel der Abänderung eingesetzt. Zu dieser gehörte auch der Bukowiner.
Georg wurde bereits am 19. Dezember 1905 zusammen mit seinen Brüdern Stephan, Alexander und Viktor mit dem Titel eines k.u.k. Kämmerers geehrt, und durch Allerhöchste Entschließung vom 29. August 1918 zu Eckartsau (Diplom vom 19. Oktober zu Wien) von Kaiser Karl I. wegen seiner Treue zum Staat und seiner persönlichen Opfer, ebenfalls zusammen mit seinen Brüdern, in den Grafenstand erhoben.
Nach dem Anschluss der Bukowina an Rumänien wurde er 1919 für den Bezirk Vijniţa und 1922 für den neu zusammengelegten Bezirk Vijniţa-Văscăuţi mit großer Mehrheit als Abgeordneter in das rumänische Parlament gewählt und war Vizepräsident des rumänischen Senats.
Der Graf war vor und auch nach dem Krieg ein großer Förderer sowie Ehrenvorsitzender der rumänischen Gesellschaft „Junimea“, der einflussreichsten geistigen, kulturellen und politischen rumänischen Vereinigung des 19. Jahrhunderts.

### Familie

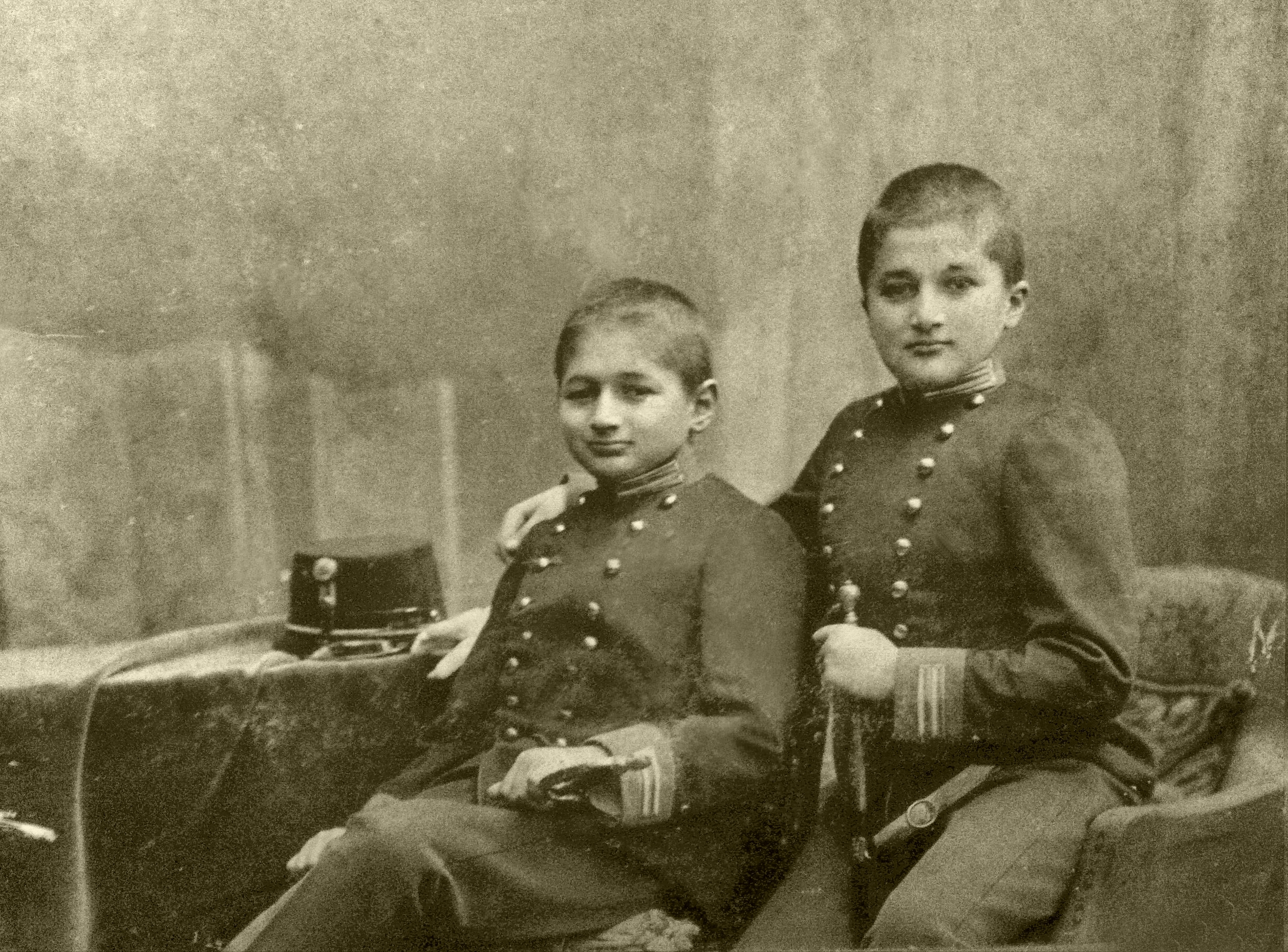
Die Söhne Alexander und Constantin Wassilko von Serecki (1903)

Der älteste Sohn des Freiherren Alexander Wassilko von Serecki heiratete am 5. Oktober 1890 auf Schloss Mendyk Elise (* 20. April 1874 auf Schloss Mendyk; † 15. Oktober 1943 in Czernowitz), Tochter des Besitzers von Mendyk Johann Ritter von Ohanowicz, spätere Trägerin des Elisabeth-Ordens (1913,) mit der er zwei Söhne, Constantin (* 9. August 1891 auf Schloss Berhometh; † 25. Dezember 1932 in Czernowitz) und Alexander (* 17. November 1893 auf Schloss Berhometh; † 27. Mai 1972 in Dumbrăveni) hatte.
Der Graf erlebte die Folgen des Hitler-Stalin-Paktes und des Zweiten Weltkriegs nicht mehr. Die Regeln des Fideikommisses wurden nach des Grafen Ableben beibehalten. Infolge des frühen Todes des ältesten Sohnes, Constantin, trat sein jüngerer Bruder Alexander das Vermächtnis an.
Ab 1945 folgten Enteignung, Zwangsevakuierung und politische Verfolgung durch das kommunistische System. Heute leben die Nachfahren in Deutschland, Kanada und Rumänien.

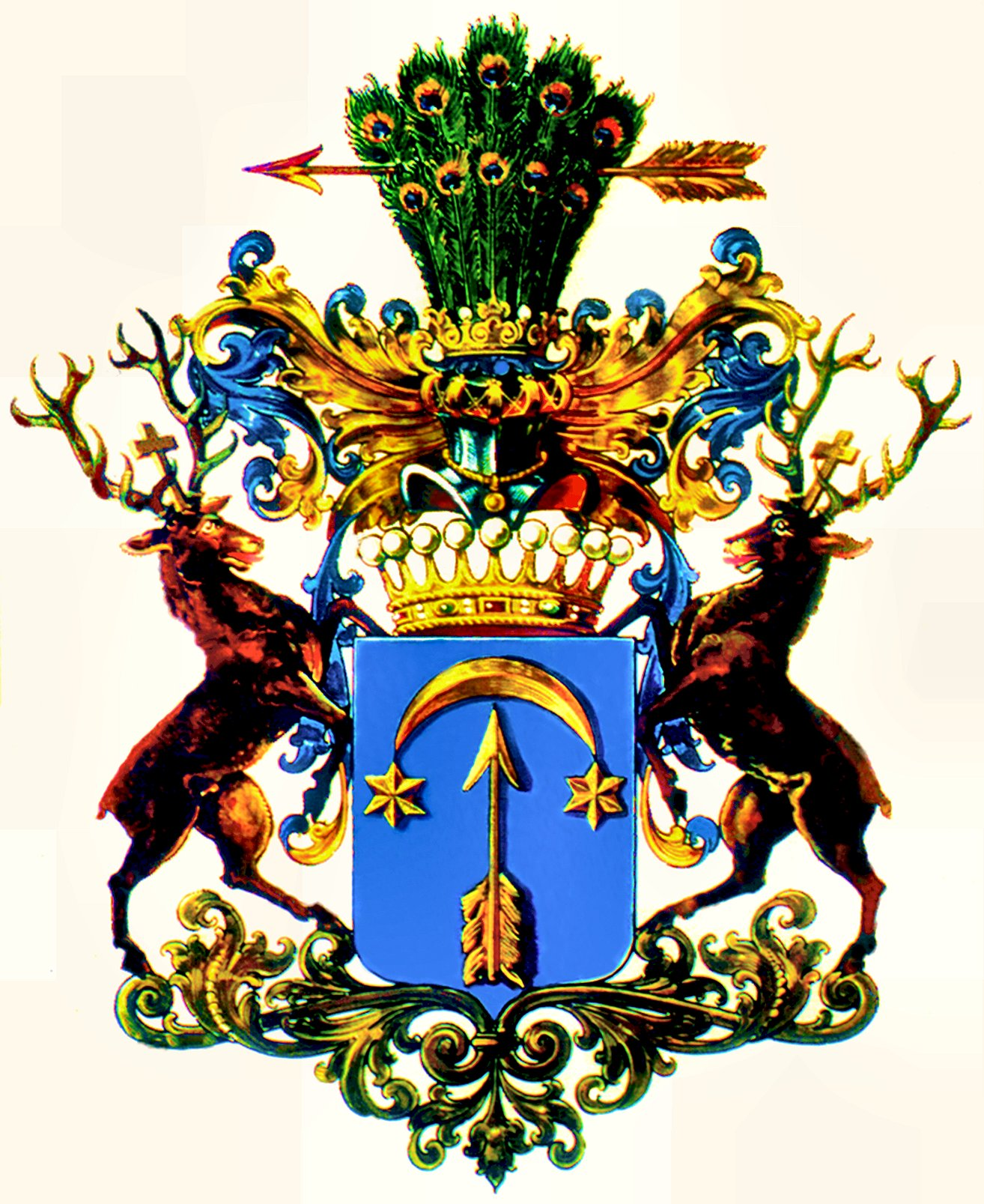
Wappen 1918

## Orden
Der Graf wurde u. a. mit dem Großkreuz des Franz-Joseph Ordens, Ritterkreuz des Österreichisch-kaiserlichen Leopold-Ordens und von König Carol I. von Rumänien mit dem Großkreuz des Ordens Stern von Rumänien (Steaua României) ausgezeichnet.

## Wappen (1918)
Ein blauer Schild, in welchem ein aufgerichteter Pfeil von einem Halbmonde, dessen nach abwärts gekehrte Spitzen mit je einem sechsstrahligen Sterne besetzt sind, überstiegen wird, dies alles golden. Auf dem Hauptrande des Schildes ruht die goldene Grafenkrone mit neun sichtbaren Perlenzinken, überhöht von einem offenen gekrönten Turnierhelme, den beiderseits blaue, mit Gold unterlegte Decken umwallen. Aus der Helmkrone geht ein von einem goldenen Pfeil quer nach rechts durchschossener natürlicher Pfauenwedel von zwei Reihen zu je fünf Federn hervor. Unterhalb des Schildes verbreitet sich eine bronzefarbene Arabeske, auf welcher zwei als Schildhalter dienende, einander zugekehrte aufgerichtete natürliche Hirsche, die zwischen den Geweihen goldene Kreuze tragen, stehen.

## Bildergalerie

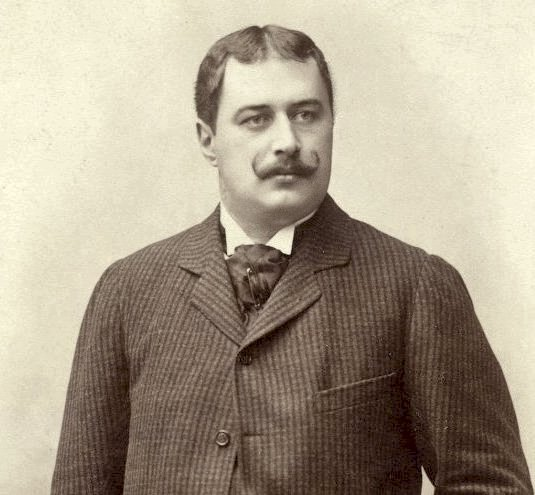
Georg Wassilko von Serecki 1895
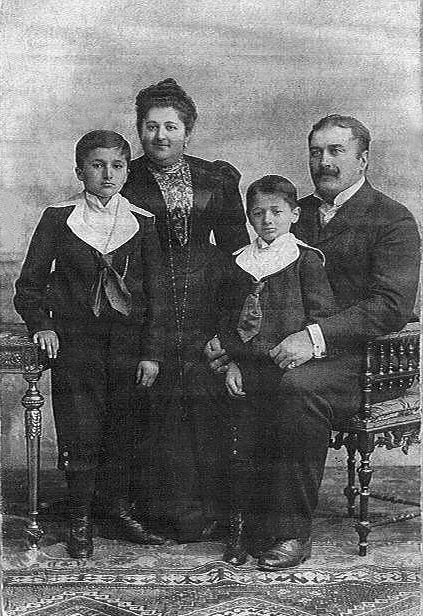
Constantin, Elisa, Xandi, Georg Wassilko von Serecki 1902
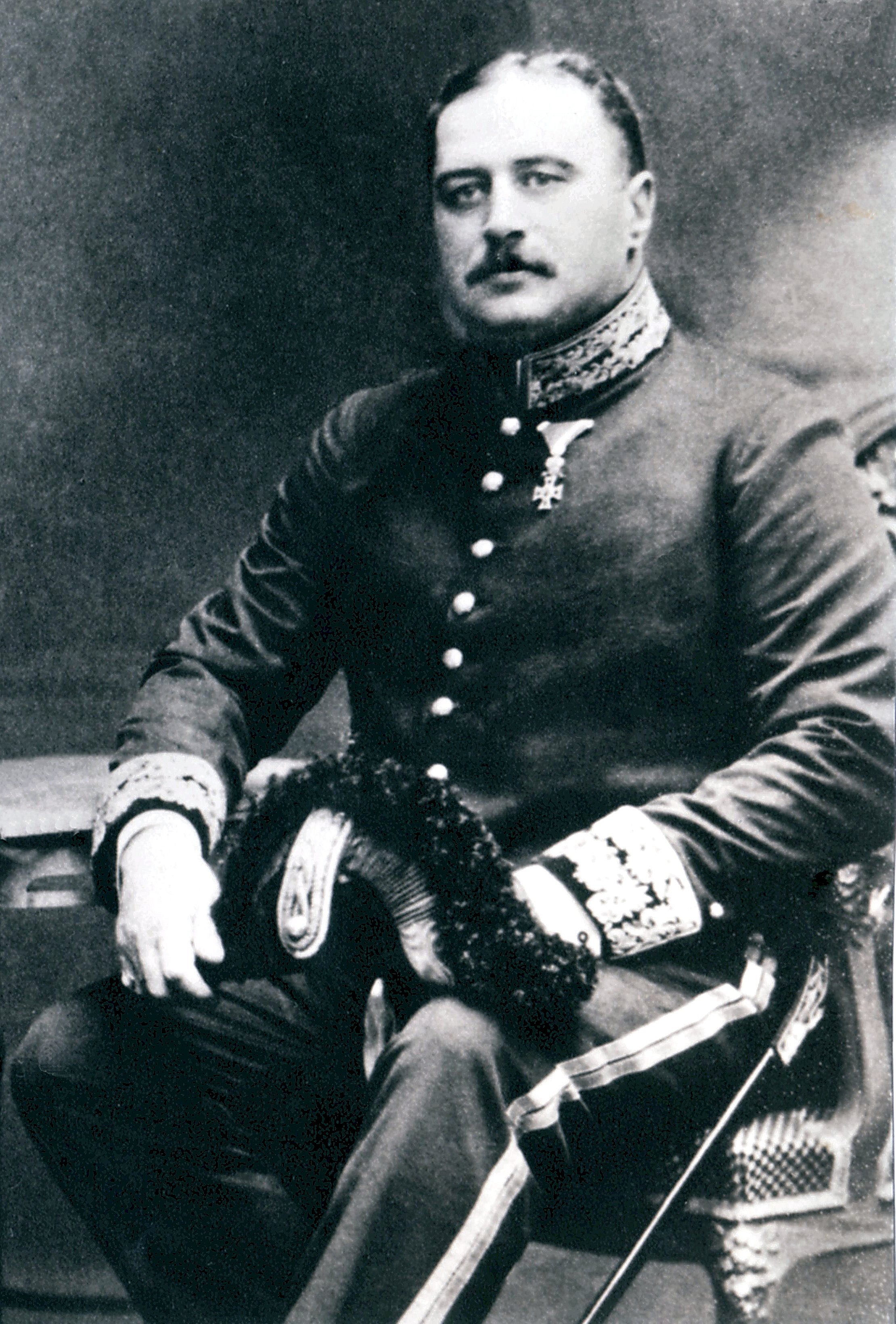
Georg Graf Wassilko von Serecki
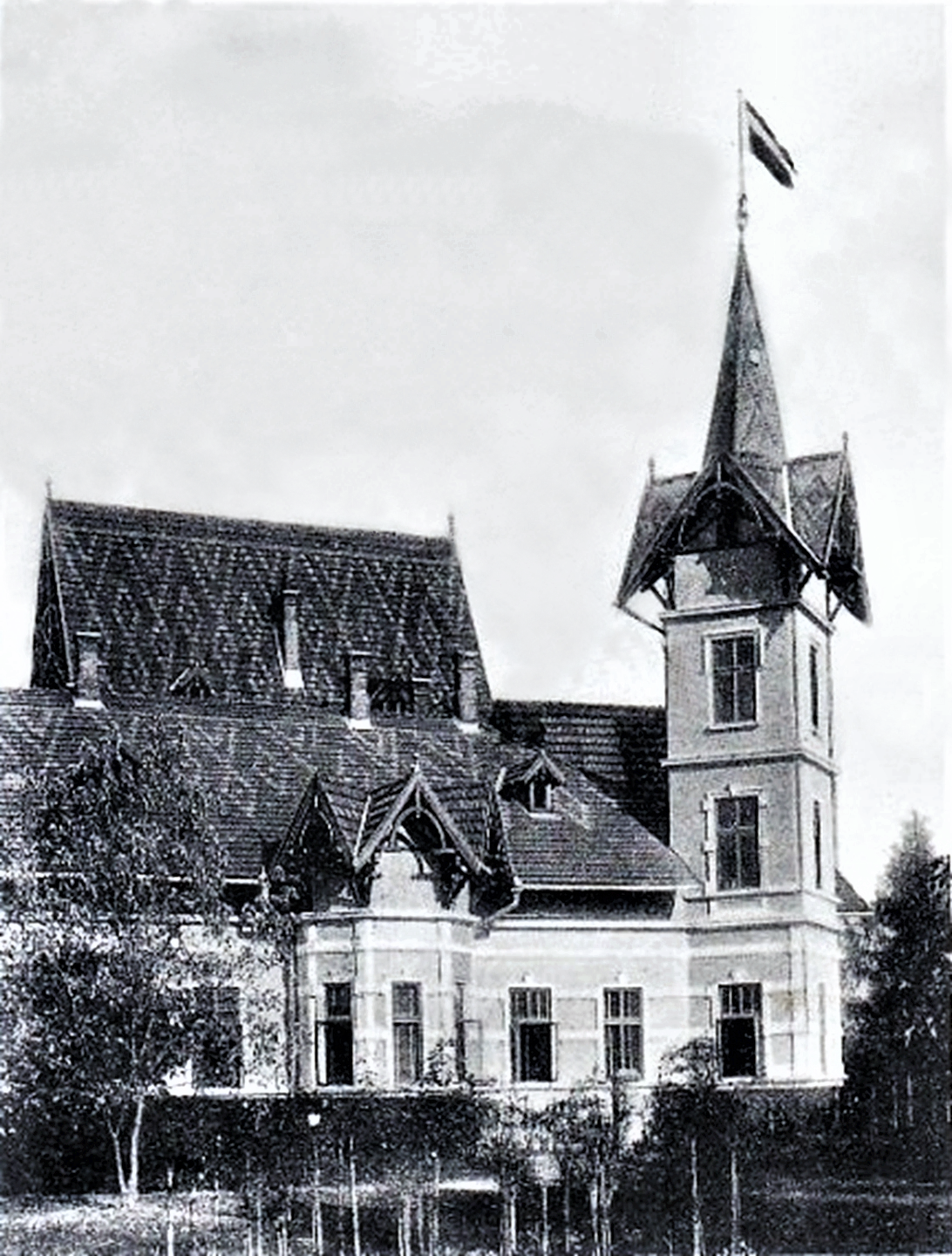
Schloss Berhometh 1900
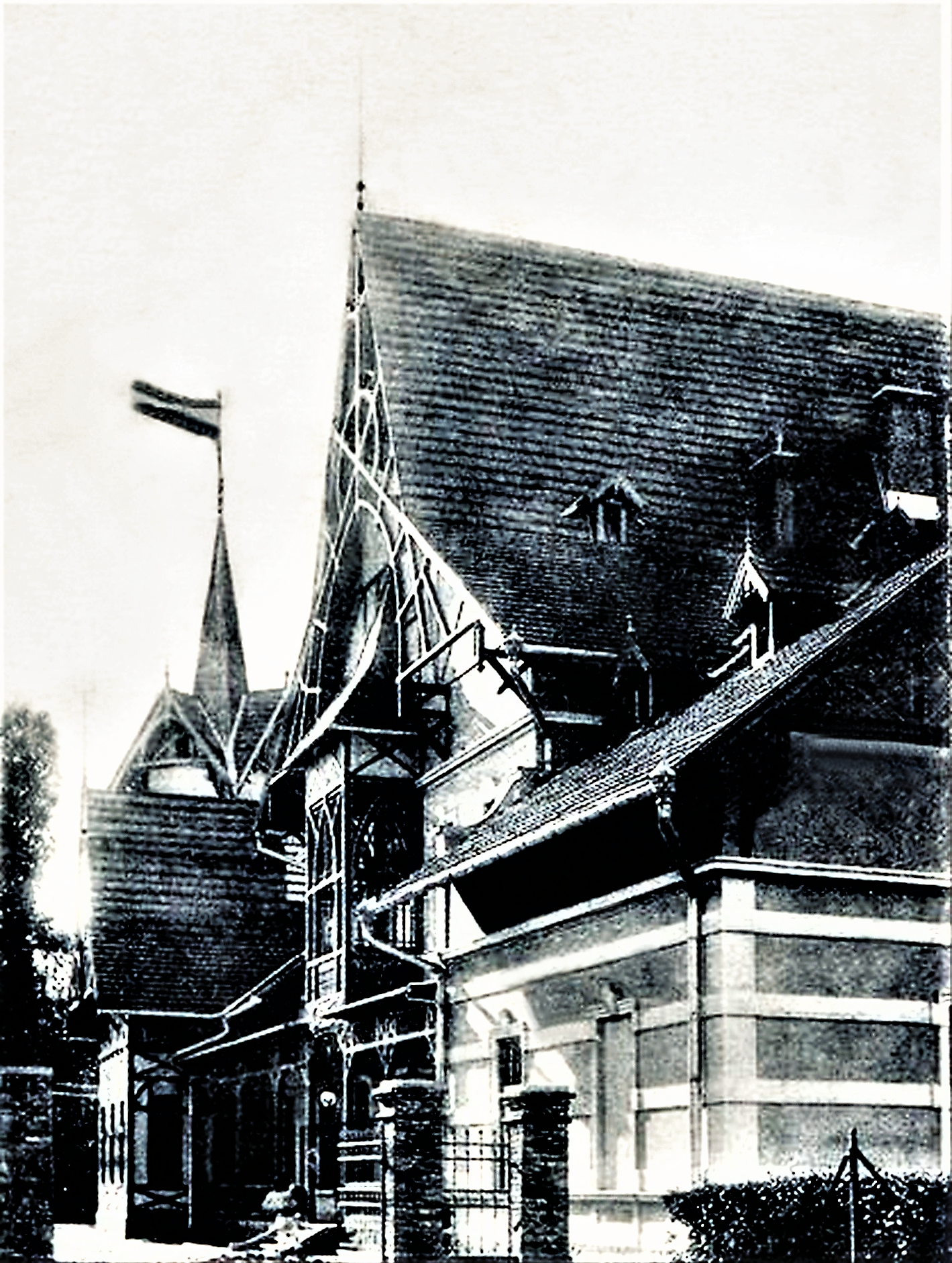
Schloss Berhometh um 1912
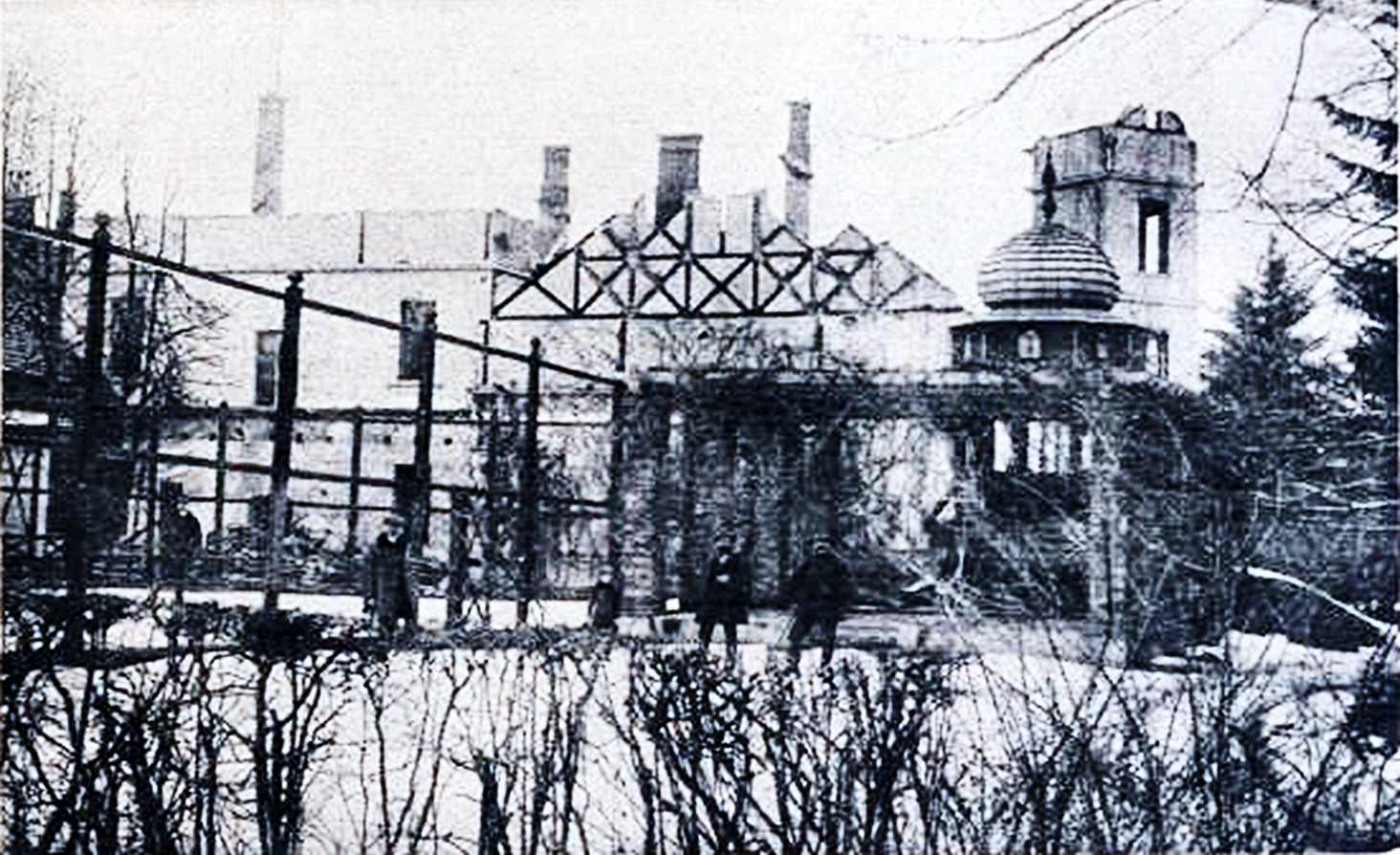
Schloss Berhometh 1915
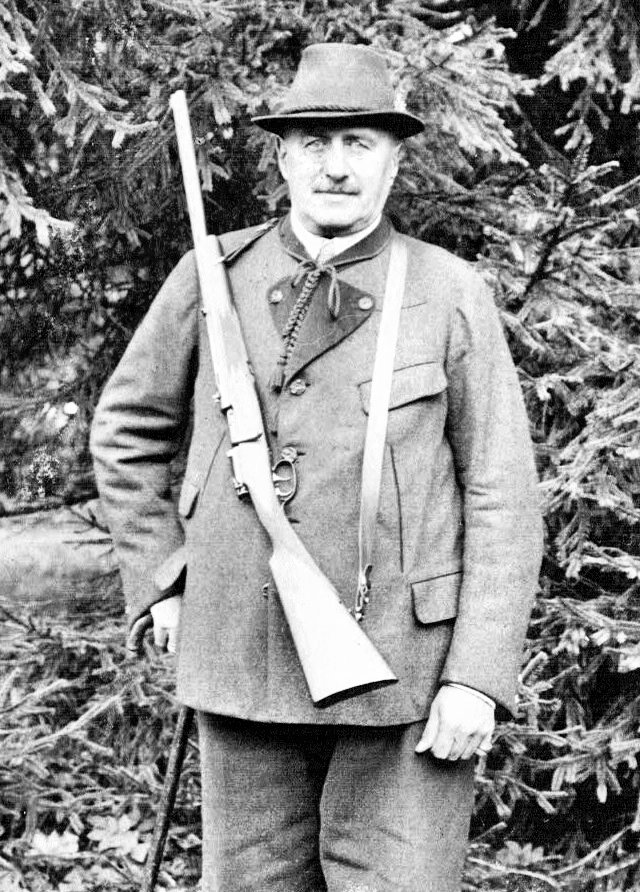
Graf Georg Wassilko von Serecki 1936
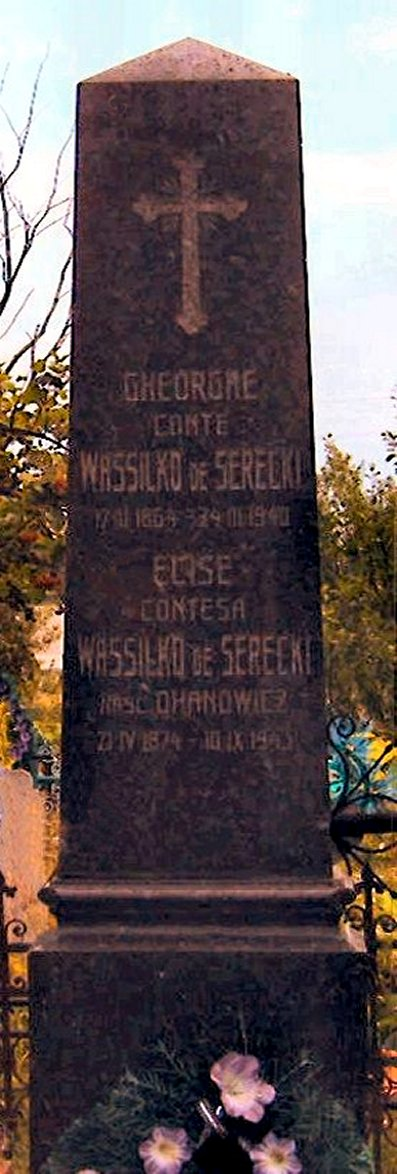
Grabstein des Grafen Georg Wassilko in Berhometh
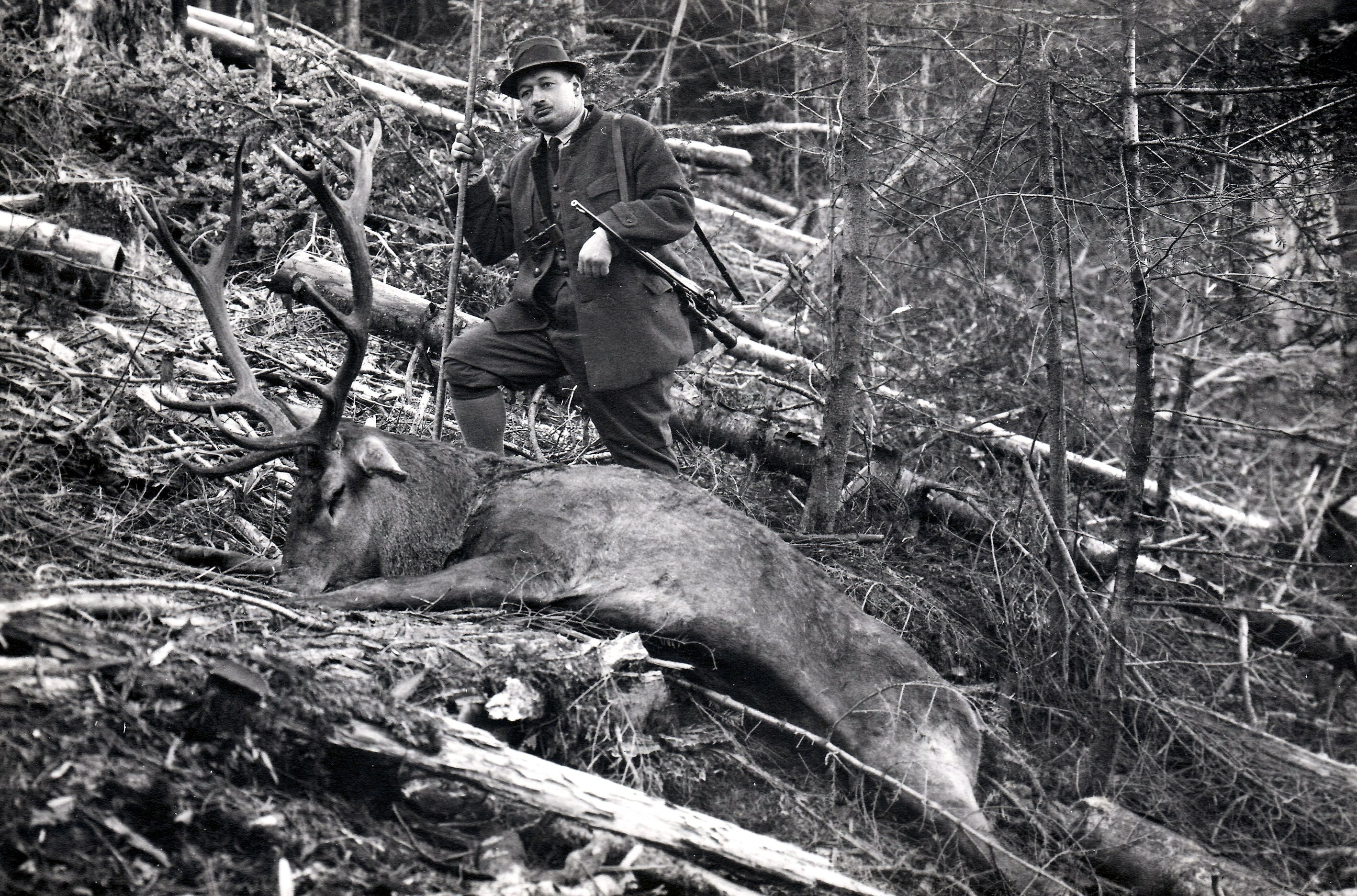
Alexander Graf Wassilko (1893–1972), Hirschjagd am 30. August 1929